# Gerhard Krüger (Philosoph)
Gerhard Karl Paul Krüger (* 30. Januar 1902 in Wilmersdorf b. Berlin; † 14. Februar 1972 in Baden-Baden) war ein deutscher Philosoph und Kulturwissenschaftler.

## Leben und Wirken
Krüger wurde als Sohn des Kalkulators Joseph May Krüger und dessen Ehefrau  Pauline Helene Martha  geb. Jähniger geboren.
Krüger besuchte das Gymnasium in Friedenau und studierte Philosophie, Evangelische Theologie und Geschichte in Jena, Tübingen und vor allem Marburg. Seine akademischen Lehrer waren Bruno Bauch, Johannes Haller, Paul Natorp, Martin Heidegger, Nicolai Hartmann und Rudolf Bultmann. Er promovierte 1925 bei Hartmann. Nach der Habilitation 1929 mit der Arbeit Philosophie und Moral in der Kantischen Kritik wirkte er als Privatdozent in Marburg.
Krüger war ein Schüler und Freund Rudolf Bultmanns. Mit seinem Marburger Lehrer Martin Heidegger und dem Marburger Kollegen Hans-Georg Gadamer unterzeichnete er das am 11. November 1933 vorgetragene Bekenntnis der Professoren an den deutschen Universitäten und Hochschulen zu Adolf Hitler und dem nationalsozialistischen Staat. Da ihm eine Nähe zur Bekennenden Kirche nachgesagt wurde, verzögerte sich seine Ernennung zum außerordentlichen Professor an der Universität Marburg bis 1938. Nach Lehrstuhlvertretungen in Göttingen und Frankfurt/Main wurde er 1940 als Nachfolger von Peter Wust ordentlicher Professor der Philosophie in Münster. 1946 folgte er einem Ruf nach Tübingen.
1952 wechselte Krüger als Nachfolger Gadamers, der den Lehrstuhl von Karl Jaspers in Heidelberg übernahm, nach Frankfurt/Main, wo er bis zu seiner Emeritierung 1956 einen Lehrstuhl für Geschichte der Philosophie, Geschichtsphilosophie und Metaphysik innehatte. Ende 1952 erlitt er einen sehr schweren Schlaganfall, so dass er die Lehre aufgeben musste.
1956 trat er zur katholischen Kirche über. Seit 1957 wohnte er in Heidelberg.
Krüger ist einer der philosophischen Lehrer von Richard Schaeffler und Klaus Oehler. Sein Buch Einsicht und Leidenschaft. Das Wesen des platonischen Dialogs (1939) erschien 1992 in sechster Auflage und wurde von Enrico Peroli (Professor für Philosophie an der Università di Chieti) ins Italienische übersetzt (Ragione e passione. L'essenza del pensiero platonico).
Sein wissenschaftlicher Nachlass befindet sich in der Universitätsbibliothek Tübingen (Signatur: Mn 13).

## Werke (Auswahl)
- Kants Lehre von der Sinnesaffektion. Diss. phil. masch. Marburg 1925.
- Philosophie und Moral in der Kantischen Philosophie (1931).
- Die Herkunft des philosophischen Selbstbewußtseins, in: Logos 22, 1933, separat: WBG, Darmstadt 1962.
- Einsicht und Leidenschaft. Das Wesen des platonischen Denkens (1939). 6. Auflage, Klostermann, Frankfurt am Main 1992, ISBN 978-3-465-02570-2, (das Werk stellt einen intensiven Kommentar zu Platons Dialog Symposion dar).
- Abendländische Humanität. Zwei Kapitel über das Verhältnis von Humanität, Antike und Christentum (1952).
- Grundfragen der Philosophie. Geschichte, Wahrheit, Wissenschaft. Klostermann, Frankfurt am Main 1958, 2., durchgesehene Auflage 1965 (Digitalisat).
- Freiheit und Weltverwaltung. Aufsätze zur Philosophie der Geschichte. Alber, Freiburg i.Br. und München 1958.
- Religiöse und profane Welterfahrung. Hrsg. von Richard Schaeffler. Klostermann, Frankfurt am Main 1973, ISBN 978-3-465-01018-0.

Herausgegeben
- Die Hauptwerke. Gottfried Wilhelm von Leibniz. Alfred Kröner Verlag, Stuttgart 1958.